# 神田義英
神田 義英（かんだ よしひで、1979年2月27日 - ）は、香川県高松市出身の元プロ野球選手（投手）。

## 来歴・人物

### プロ入り前
高松市立屋島中学校を卒業後、高松商業高校に入学。2年生時の1995年に全国高等学校野球選手権香川大会で決勝に進出したが、第67回選抜大会優勝校の観音寺中央に敗れる。同年の秋季県大会で優勝して出場した秋季四国地区高等学校野球大会では準決勝に進出し、翌1996年の第68回選抜大会に出場。初戦で国士舘と対戦し先発完投したが敗戦。夏は香川県大会を制し、第78回選手権大会に出場。初戦（2回戦）の浦和学院戦ではリリーフで登板し勝利に貢献。3回戦の熊本工戦では先発登板し、打撃でもタイムリーヒットを打つなど奮闘したが敗れた。
高校卒業後は川崎製鉄水島に入団。都市対抗野球では補強を含めて出場を経験し、先発登板もある。抜群のスタミナで何度も完投を重ねたことから「ミスター完投」の異名を取る。2002年のプロ野球ドラフト会議で、千葉ロッテマリーンズに4巡目で指名され入団。翌年に川崎製鉄水島がNKKと合併しJFE西日本となったため、横浜ベイスターズに6巡目指名された北川利之と共に、川崎製鉄水島出身のプロ野球選手としては最後の選手となった。

### プロ入り後
2003年の春季キャンプで首脳陣から高い評価を得て開幕一軍入りを果たし、3月28日の対福岡ダイエー戦で早くも初登板。松中信彦からプロ初の三振を奪う。さらに4月20日の対オリックス戦では初勝利をあげる。その豊富なスタミナからローテーション入りの期待も高く、先発も三度経験するものの、被弾癖と制球難が治らず、その後二軍落ち。結局そのままファームで残りの一年を過ごした。
2004年、肩を痛めて出遅れるが、その後中継ぎとして一軍に定着する。
2005年は好調な投手陣に割って入れず、一年の大半を二軍で過ごし、一軍に昇格しても出番は殆ど得ることが出来なかった。後半はファームの抑えとして定着し、5セーブをあげる。9月末に再昇格を果たすも、プレーオフ、日本シリーズでの登板は無し。
2006年、開幕一軍の座を得るも、すぐに二軍落ちとなる。その後チームの右のセットアッパー薮田安彦の故障離脱をうけ、5月に一軍に再昇格すると、9試合連続無失点など、セットアッパーとして1勝11ホールドを挙げる活躍を見せる。8月に入ると2戦連続押し出しなど調子を落とし、二軍に再降格。9月23日に一軍に復帰し、9月26日の対西武戦でプロ入り初セーブを挙げた。
2009年は初めて一軍登板が無く、10月1日に戦力外通告を受ける。シーズン終了後、12球団合同トライアウトに参加したが獲得する球団はなかった。その後は台湾プロ野球の兄弟エレファンツの入団テストを、2009年の秋季キャンプ、2010年の春季キャンプと二度に渡って受験したが入団には至らず、社会人野球の西濃運輸に所属し、2011年に勇退した。

### 引退後
現在は、地元香川県で少年軟式野球クラブチーム「神田義英ベースボールスクール」の監督を務める。
ケーブルテレビ局の野球独立リーグ中継や、高校野球中継に解説者として出演している。

## 選手としての特徴
140km/hを超えるストレートとスライダー、フォークを操る。

## 詳細情報

### 年度別投手成績
| 年 度     | 球 団     | 登 板 | 先 発 | 完 投 | 完 封 | 無 四 球 | 勝 利 | 敗 戦 | セ 丨 ブ | ホ 丨 ル ド | 勝 率 | 打 者 | 投 球 回 | 被 安 打 | 被 本 塁 打 | 与 四 球 | 敬 遠 | 与 死 球 | 奪 三 振 | 暴 投 | ボ 丨 ク | 失 点 | 自 責 点 | 防 御 率 | W H I P |
| --------- | --------- | ----- | ----- | ----- | ----- | -------- | ----- | ----- | -------- | ----------- | ----- | ----- | -------- | -------- | ----------- | -------- | ----- | -------- | -------- | ----- | -------- | ----- | -------- | -------- | ------- |
| 2003      | ロッテ    | 10    | 3     | 0     | 0     | 0        | 1     | 3     | 0        | --          | .250  | 114   | 24.1     | 28       | 8           | 13       | 1     | 2        | 29       | 1     | 0        | 19    | 19       | 7.03     | 1.68    |
| 2004      | ロッテ    | 16    | 0     | 0     | 0     | 0        | 0     | 1     | 0        | --          | .000  | 128   | 29.2     | 30       | 6           | 11       | 0     | 2        | 23       | 2     | 0        | 19    | 19       | 5.76     | 1.38    |
| 2005      | ロッテ    | 6     | 0     | 0     | 0     | 0        | 0     | 0     | 0        | 0           | ----  | 27    | 6.1      | 7        | 2           | 3        | 0     | 0        | 2        | 0     | 0        | 4     | 4        | 5.68     | 1.58    |
| 2006      | ロッテ    | 27    | 0     | 0     | 0     | 0        | 1     | 0     | 1        | 11          | 1.000 | 117   | 27.1     | 28       | 1           | 12       | 0     | 2        | 24       | 4     | 0        | 14    | 11       | 3.62     | 1.46    |
| 2007      | ロッテ    | 16    | 0     | 0     | 0     | 0        | 0     | 0     | 0        | 1           | ----  | 82    | 19.2     | 19       | 3           | 5        | 0     | 1        | 14       | 1     | 0        | 7     | 7        | 3.20     | 1.22    |
| 2008      | ロッテ    | 4     | 0     | 0     | 0     | 0        | 1     | 0     | 0        | 0           | 1.000 | 28    | 6.1      | 9        | 1           | 2        | 0     | 0        | 2        | 0     | 0        | 4     | 4        | 5.68     | 1.74    |
| 通算：6年 | 通算：6年 | 79    | 3     | 0     | 0     | 0        | 3     | 4     | 1        | 12          | .429  | 496   | 113.2    | 121      | 21          | 46       | 1     | 7        | 94       | 8     | 0        | 67    | 64       | 5.07     | 1.47    |

### 記録
- 初登板：2003年3月28日、対福岡ダイエーホークス1回戦（福岡ドーム）、8回裏に3番手で救援登板・完了、1回1失点
- 初奪三振：同上、8回裏に松中信彦から空振り三振
- 初先発：2003年4月16日、対福岡ダイエーホークス6回戦（千葉マリンスタジアム）、6回2失点で敗戦投手
- 初勝利：2003年4月20日、対オリックス・ブルーウェーブ5回戦（千葉マリンスタジアム）、10回表に6番手で救援登板・完了、1回無失点
- 初ホールド：2006年5月28日、対読売ジャイアンツ3回戦（東京ドーム）、7回裏1死に3番手で救援登板、2/3回無失点
- 初セーブ：2006年9月26日、対西武ライオンズ19回戦（インボイスSEIBUドーム）、8回裏1死に2番手で救援登板・完了、1回2/3を無失点

### 背番号
- 11 （2003年 - 2009年）